# Beamerella balius
Beamerella balius är en insektsart som först beskrevs av Richard C. Froeschner 1965.  Beamerella balius ingår i släktet Beamerella och familjen ängsskinnbaggar. Inga underarter finns listade i Catalogue of Life.